# 望月浩平
望月 浩平（もちづき こうへい、1980年6月18日 - ）は、日本テレビの社員。元アナウンサー。現在はスポーツ局所属。
静岡県静岡市出身。慶應義塾大学文学部卒業、2003年に日本テレビにアナウンサーとして入社。2005年6月20日付で、編成局スポーツセンター・スポーツニュース制作現場に異動。

## スポーツ局時代の担当番組
- サッカーアース
- Going!Sports&News
- 新春スポーツスペシャル箱根駅伝（第95回は総合D、第97回はP）

## アナウンサー時代の担当番組
- さきどり!Navi
- スポーツ中継（ボクシング）
- クリック!（ダイナマイトスターボウリングの実況）（月・火 15：57 - 17：25）
- ご存じですか（月～金 11：25 - 11：30）
- NNNスーパースポーツ24（月・火 22：30 - ）

## 同期アナ
- 上重聡
- 右松健太
- 鈴江奈々
- 森麻季　(フリーアナウンサー)